# 宋成有
宋 成有（そう せいゆう、1945年5月 - ）は、中華人民共和国の歴史学者。北京大学教授、北京大学テニュア。専門は日本史。

## 人物
1969年、北京大学史学科卒業。1979年、北京大学助教。1984、北京大学講師。1990年、北京大学副教授。1994年、北京大学教授。2001年から2007年まで北京大学世界史研究室主任。
日中歴史共同研究中国側委員として古代・中近世史分科に参加し、「古代中国文化の日本における伝播と変容」を発表している。